# 山本松次郎
山本松次郎（やまもと まつじろう）は日本の政治家。富山県五箇庄村（現・朝日町）村長。
第23回衆議院議員総選挙、第24回衆議院議員総選挙、第26回衆議院議員総選挙に出馬した。

## 親族
- 義兄・山本富之助 - 富山県五箇庄村村長